# Belvedere (Dresden)
Belvedere (italienisch für schöne Aussicht) ist die Bezeichnung für vier Lustschlösser, die nacheinander auf der Nordostecke der Brühlschen Terrasse in Dresden standen. Das vierte und letzte Belvedere wurde 1842 in Anlehnung an die erste Semperoper errichtet, 1945 fiel dieses dem Krieg zum Opfer, ein Wiederaufbau wurde 2008 und 2016 durch einen Bürger angeboten.

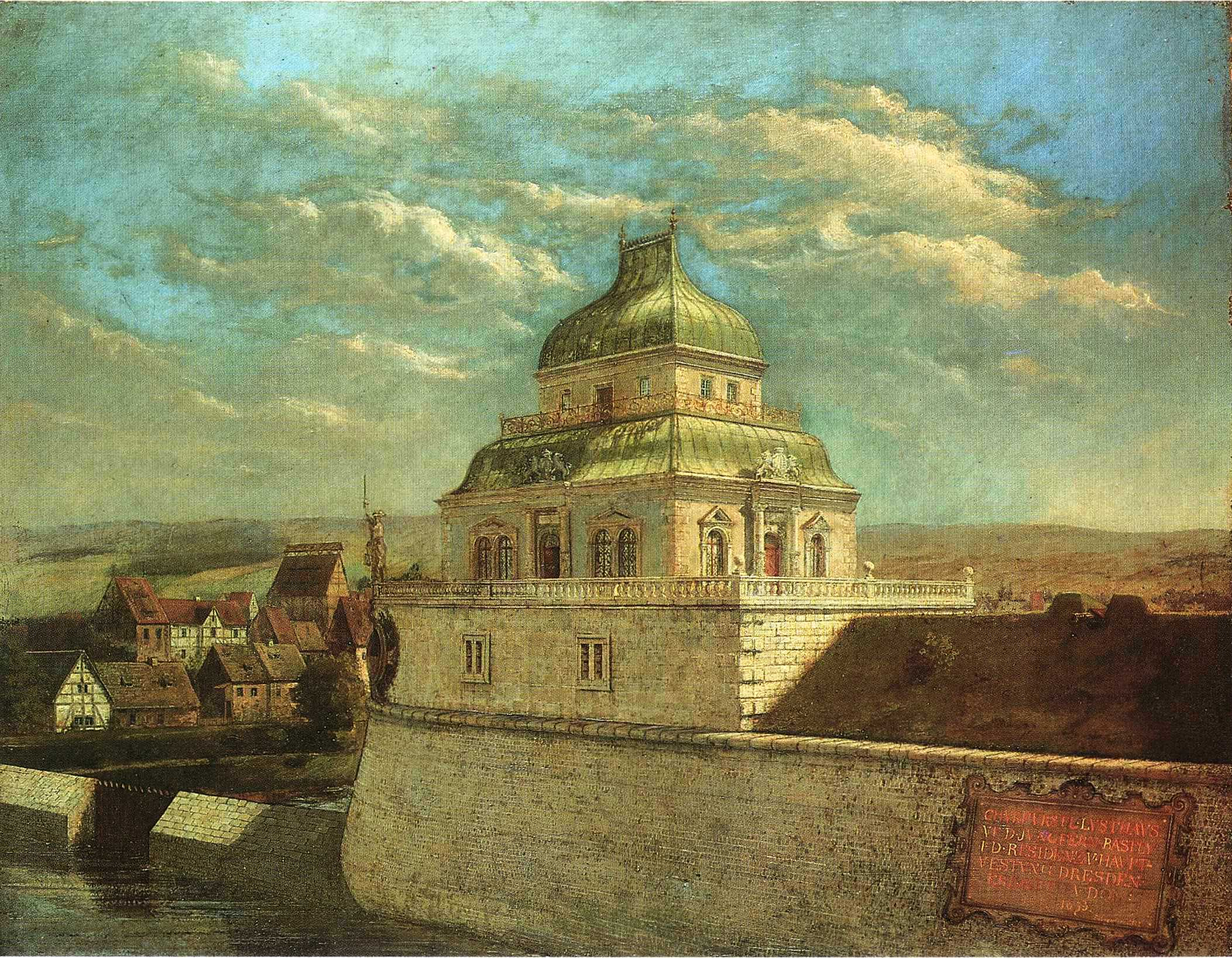
Erstes Belvedere
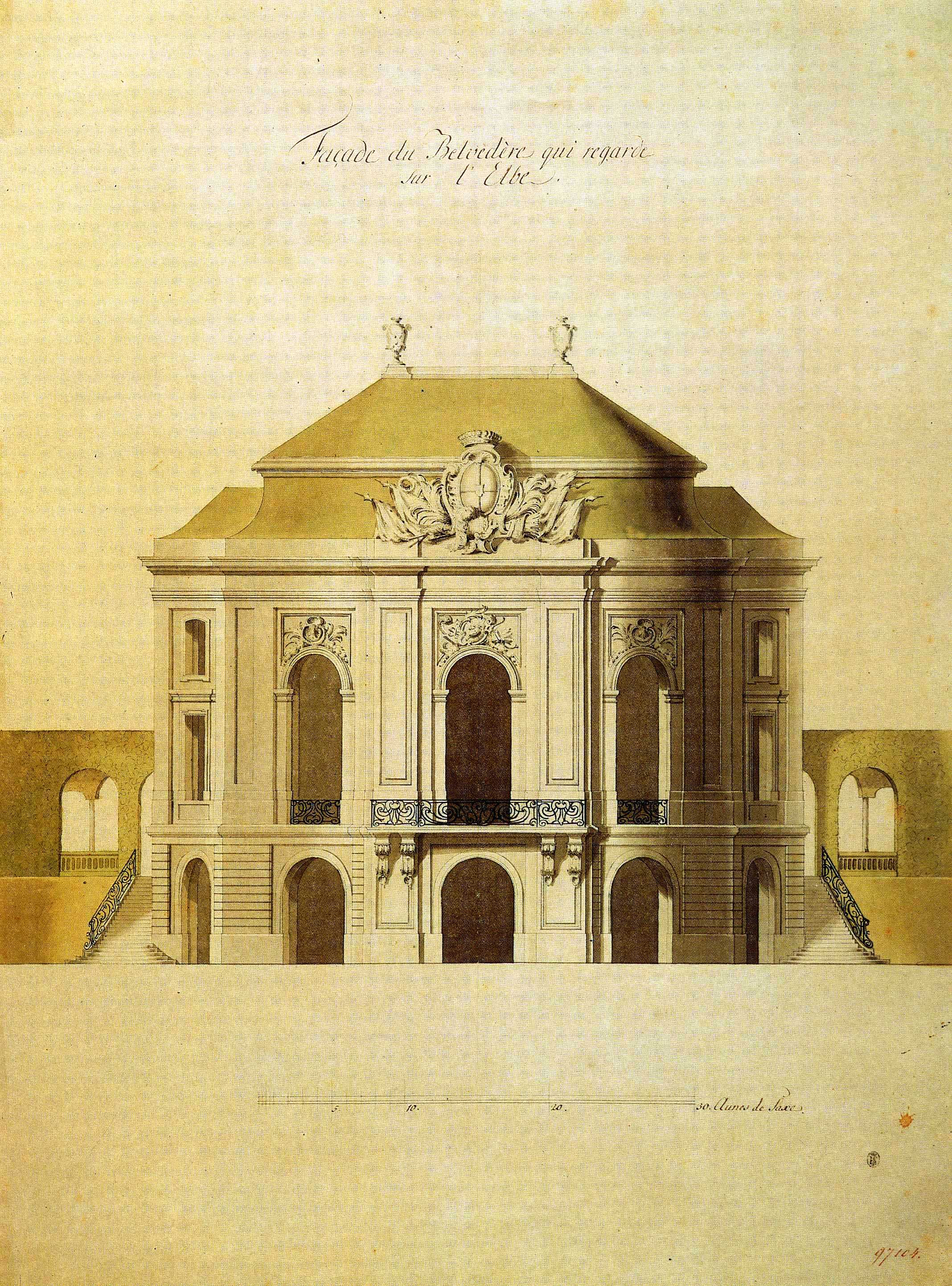
Zweites Belvedere
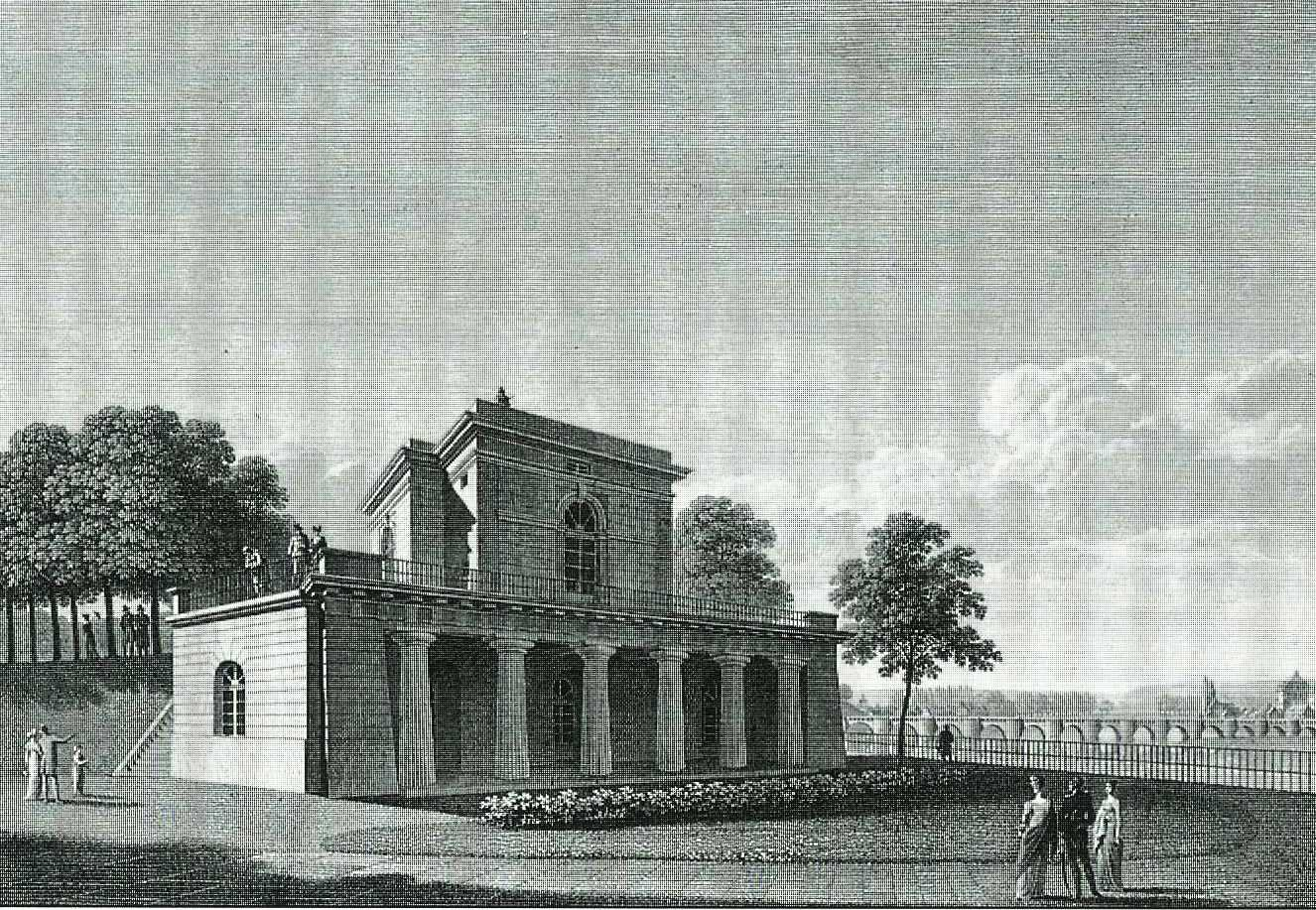
Drittes Belvedere
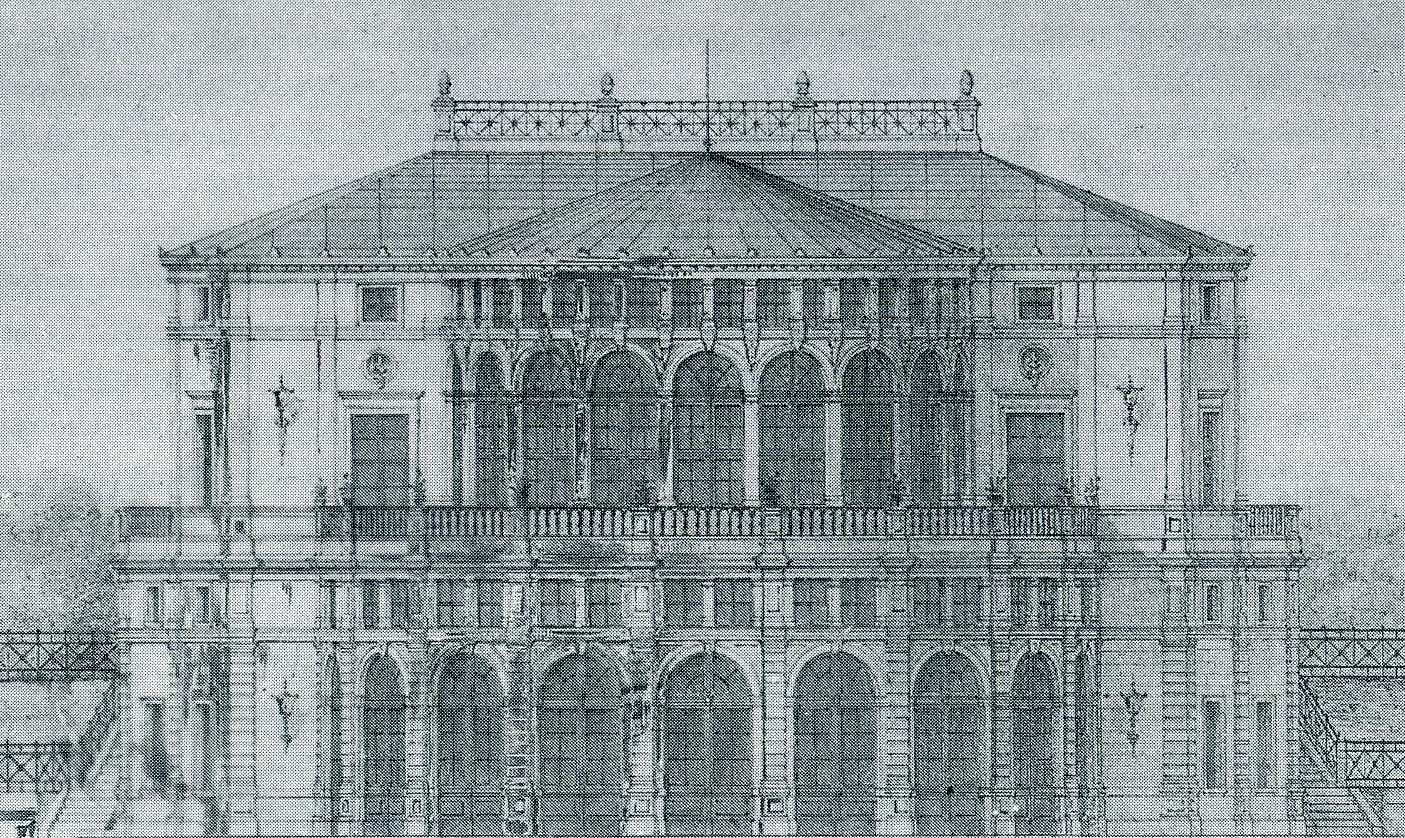
Viertes Belvedere

## Erstes Belvedere (1590–1747)
Das erste Belvedere wurde ab 1590 nach Plänen von Giovanni Maria Nosseni auf der Dresdner Festung errichtet und diente höfischen Vergnügungen. Die Bauzeit betrug über 60 Jahre. Dieses 24 Meter hohe Lusthaus auf der Jungfernbastei stand bündig auf der Festungsmauer. Das dreigeschossige mit geschweiften Kupferdächern gedeckte Gebäude war im Renaissancestil errichtet. Vorbild war vermutlich das Belvedere der Königin Anna auf der Prager Burg. Die Plastiken und bildhauerischen Verzierungen wurden von Carlo de Cesare und Sebastian Walther unter Verwendung sächsischer Edel- und Halbedelsteine geschaffen. Das Untergeschoss wurde als Vulkanshöhlen bezeichnet. In dem hier für Johann Friedrich Böttger und Ehrenfried Walther von Tschirnhaus eingerichteten Labor gelang 1707 die Erfindung des europäischen Hartporzellans. Das erste Belvedere wurde am 22. Dezember 1747 durch die Explosion des darunter liegenden Pulvermagazins zerstört.

## Zweites Belvedere (1749–1759)
Das zweite Belvedere wurde 1749/1751 an gleicher Stelle durch Johann Christoph Knöffel errichtet. Auftraggeber war Heinrich Graf von Brühl, der den elbseitigen Teil der Festungsanlage von Kurfürst Friedrich August II. geschenkt bekam, nachdem diese zunehmend ihre militärische Bedeutung verloren hatte. Das zweite Belvedere gilt als Höhepunkt der Dresdner Rokoko-Architektur. Es wurde als Kabinettstück der Architektur bezeichnet. Der ovale Mittelsaal des Gebäudes ging über zwei Geschosse, Decke und Wandzone gingen durch die plastische und malerische Gestaltung ineinander über. Johann Gottfried Knöffler schuf den plastischen Schmuck. 1759 während des Siebenjährigen Krieges wurde das Belvedere auf Befehl des preußischen Königs Friedrich II. zerstört. Erhalten blieben nur zwei Steinsphinxe und der Delphinbrunnen. Das Belvedere des Grafen Brühl zählte zu den sogenannten Brühlschen Herrlichkeiten.

## Drittes Belvedere (1814–1842)
Bis 1814 blieben die Trümmer des zweiten Belvedere als Erinnerung an den Siebenjährigen Krieg liegen. Dann errichtete der Architekt Christian Friedrich Schuricht im Auftrag des Fürsten Nikolai Grigorjewitsch Repnin-Wolkonski das dritte Belvedere im klassizistischen Stil. Es war ein Sockelbau. Im Untergeschoss befand sich eine Halle, die von dorischen Säulen getragen wurde, das Obergeschoss war ein zurückgesetzter Pavillon mit einer Aussichtsterrasse. Das Gebäude diente als Gaststätte. Bereits 1842 wurde das dritte Belvedere abgebrochen.

## Viertes Belvedere (1842–1945)
Das vierte Belvedere wurde 1842 nach Plänen von Otto von Wolframsdorf errichtet. Stilistisch lehnte es sich an die italienische Renaissance und im Grundriss an das erste Opernhaus von Gottfried Semper an. Es besaß zwei Festsäle, Gesellschaftszimmer und eine Aussichtsgalerie. Wie der Vorgängerbau wurde es als Gaststätte genutzt. 1945 wurde es bei den Bombardierungen Dresdens zerstört.

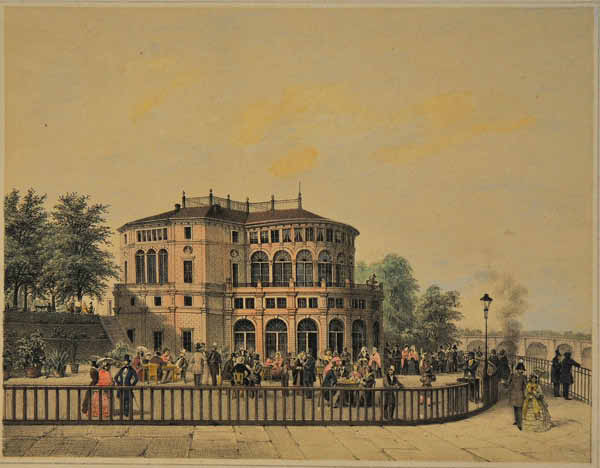
Lithografie, um 1850
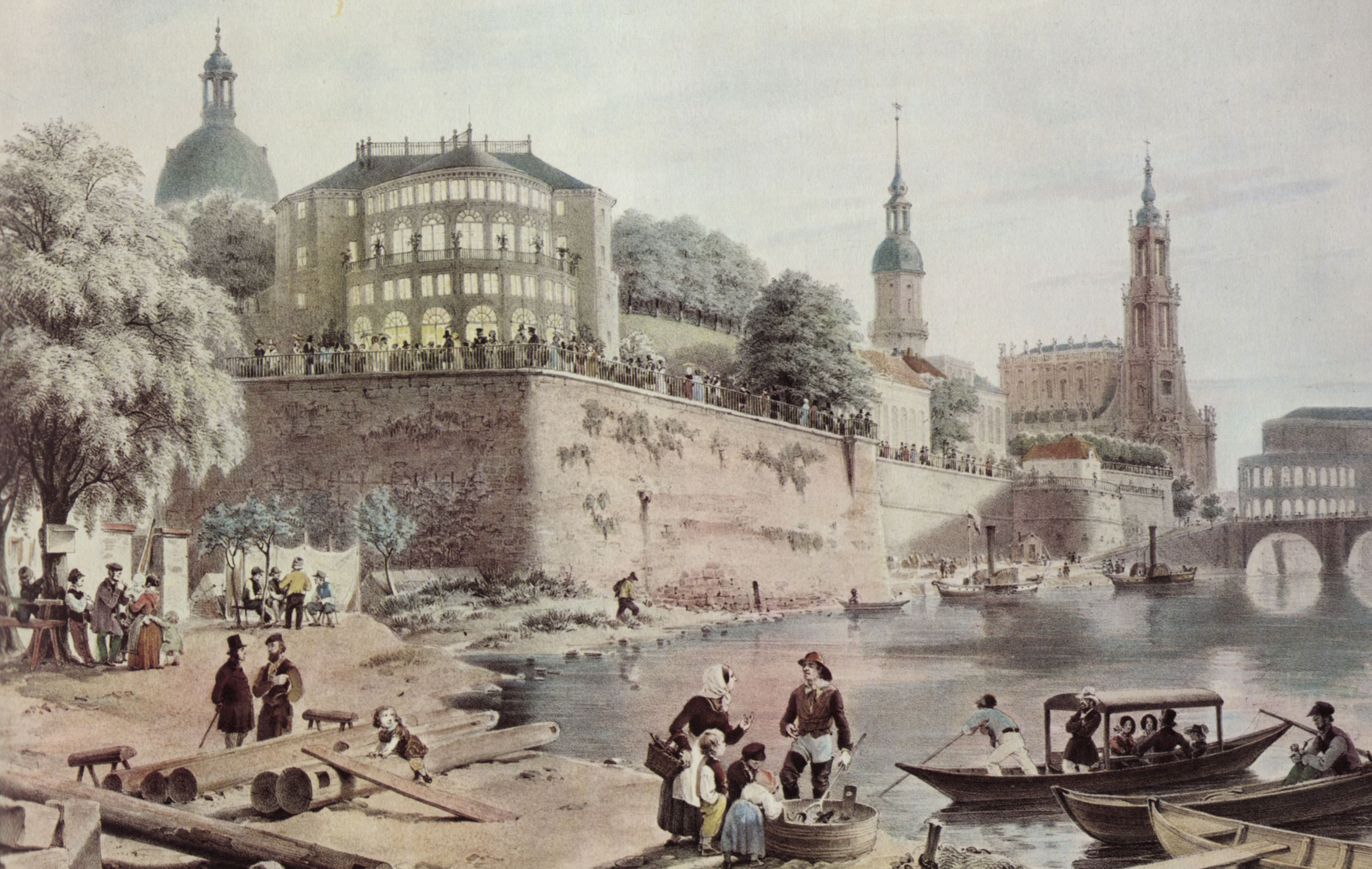
Viertes Belvedere auf einer Zeichnung von W. Bässler, etwa 1850
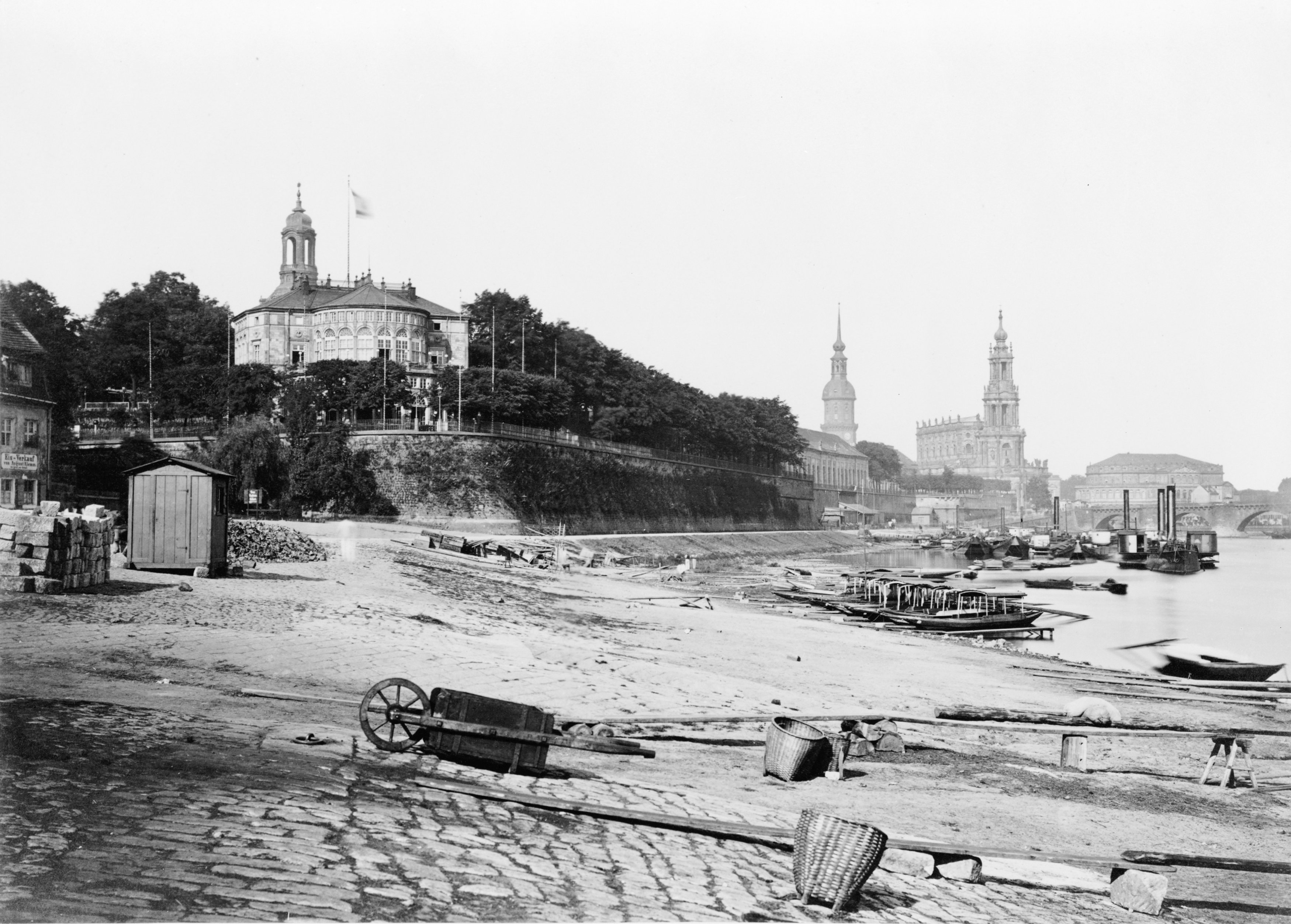
In den 1860ern
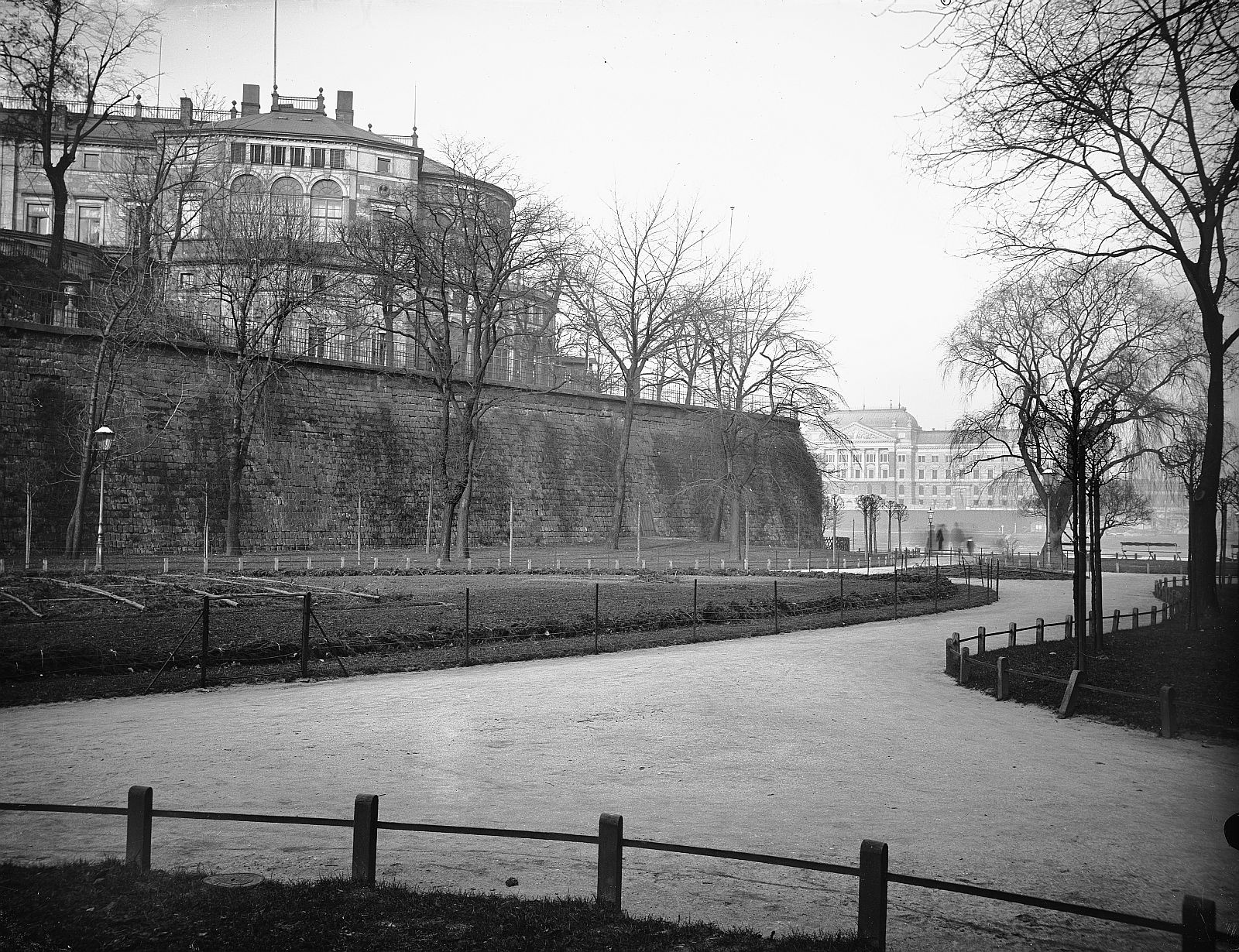
Belvedere auf der Brühlschen Terrasse. Ansicht vom vormaligen Gondelhafen, um 1890
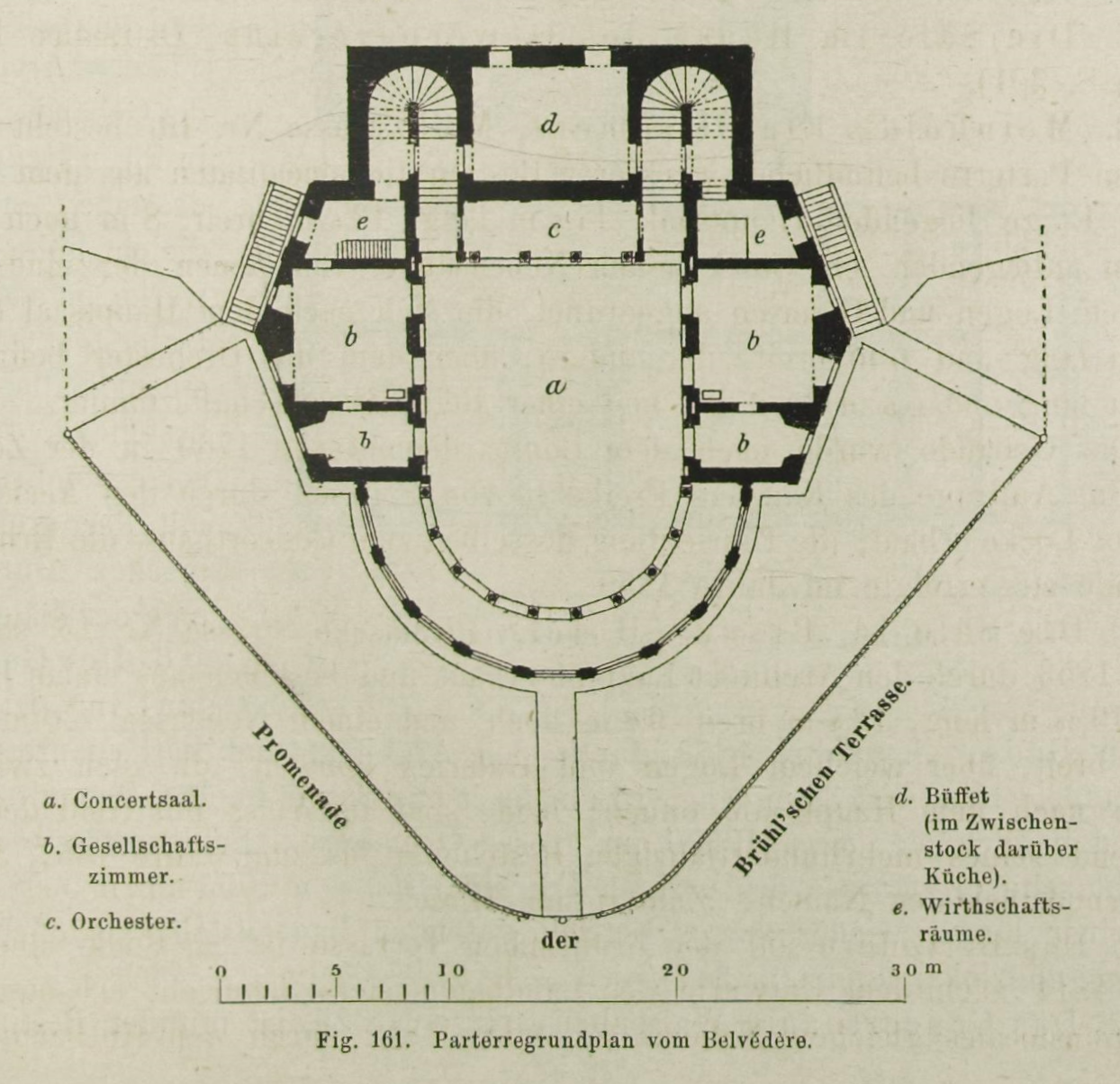
Grundriss (ca. 1878)
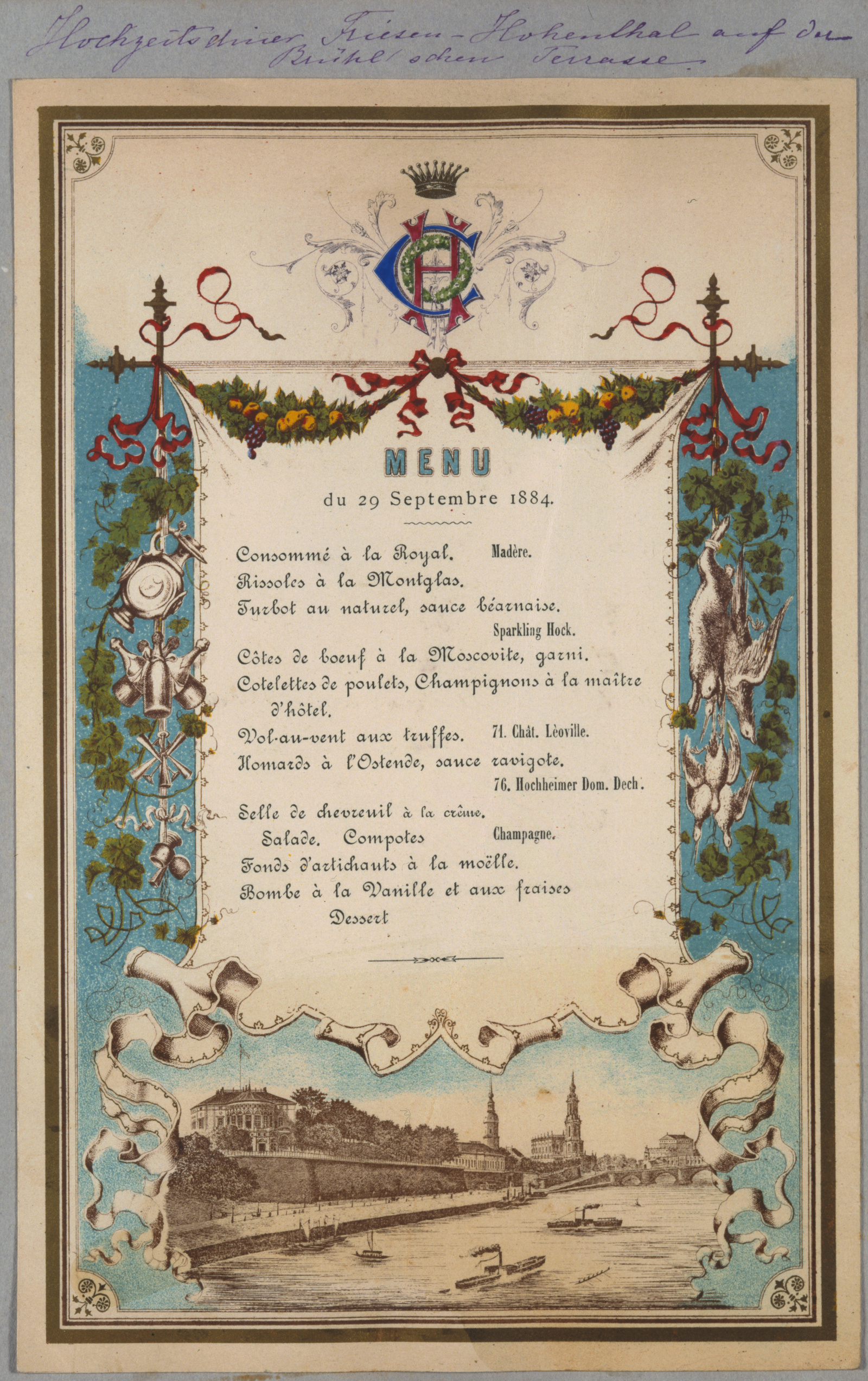
Menükarte für den 29. September 1884 im "Königl. Belvedère" in Dresden

## Heutige Situation
Bis auf die verbliebenen Plastiken des zweiten Belvederes erinnert heute nichts mehr an das ehemalige Belvedere. Bereits in den frühen 1990er Jahren gab es Bestrebungen seitens der Dresdner Architektenschaft wie auch der Stadtverwaltung, wieder ein Belvedere zu errichten. Auch 2003/2004 gab es solche Versuche, die Baywobau startete 2016 erneut einen Anlauf für einen solchen Wiederaufbau.
Die Pläne scheiterten letztlich daran, dass auf dem vorhandenen Platz eine solche private Investition sich nicht wirtschaftlich darstellen lässt. Überdies sind die großen Vorzüge des Areals, das eine weite Sicht auf das Elbtal erlaubte und die vor allem mit dem Vierten Belvedere verbunden waren, heute nicht mehr gegeben: Der Neubau der Carolabrücke 1967–1971 hat alle diesbezüglichen An- und Aussichten zerstört.